# 130126 Stillmanchase
130126 Stillmanchase este o planetă minoră (asteroid) din centura de asteroizi. A fost descoperită pe 4 decembrie 1999 la Catalina Station⁠(d) de Catalina Sky Survey. 
Obiectul prezintă o orbită caracterizată de o semiaxă mare de 2,7201723636405 UAi, o excentricitate de 0,26, o înclinație de 11 ° în raport cu ecliptica.